# Эмануэль (князь Ангальт-Кётена)
Эмануэль Ангальт-Кётенский (нем. Emanuel von Anhalt-Köthen; 6 октября 1631, Плёцкау — 8 ноября 1670, Кётен) — князь Ангальт-Плёцкауский из династии Асканиев, с 1665 года — князь Ангальт-Кётенский.

## Биография
Эмануэль — младший сын князя Августа Ангальт-Плёцкауского и его супруги Сибиллы, дочери графа Иоганна Георга Сольмс-Лаубахского. Его образование завершила образовательная поездка по Европе, а в 1657 году Эмануэль поступил на службу к королю Швеции Карлу X Густаву и воевал на его стороне против Дании. Получил ранение при штурме Копенгагена и попал в плен. После освобождения поступил на службу в Венецианскую республику и сражался против турок в осаде Кандии.
Вместе со своими братьями Эрнстом Готлибом и Лебрехтом Эмануэль наследовал отцу в Ангальт-Плёцкау в 1653 году. После смерти князя Вильгельма Людвига в 1665 году он получил титул князя Ангальт-Кётенского и правил в Кётене вместе с братом Лебрехтом. Плёцкау воссоединился с Ангальт-Бернбургом. Эмануэль умер в 1670 году и был похоронен в усыпальнице кётенской церкви Св. Якова.

## Потомки
После смерти брата Эмануэль женился 23 марта 1670 года в Ильзенбурге на Анне Элеоноре Штольберг-Вернигеродской, дочери графа Генриха Эрнста Штольбергского. Единственный ребёнок в этом браке родился уже после смерти отца:
- Эмануэль Лебрехт (1671—1704), князь Ангальт-Кётена, женат на Гизеле Агнессе фон Рат, графине Нинбургской.